# Francesco Beccaruzzi

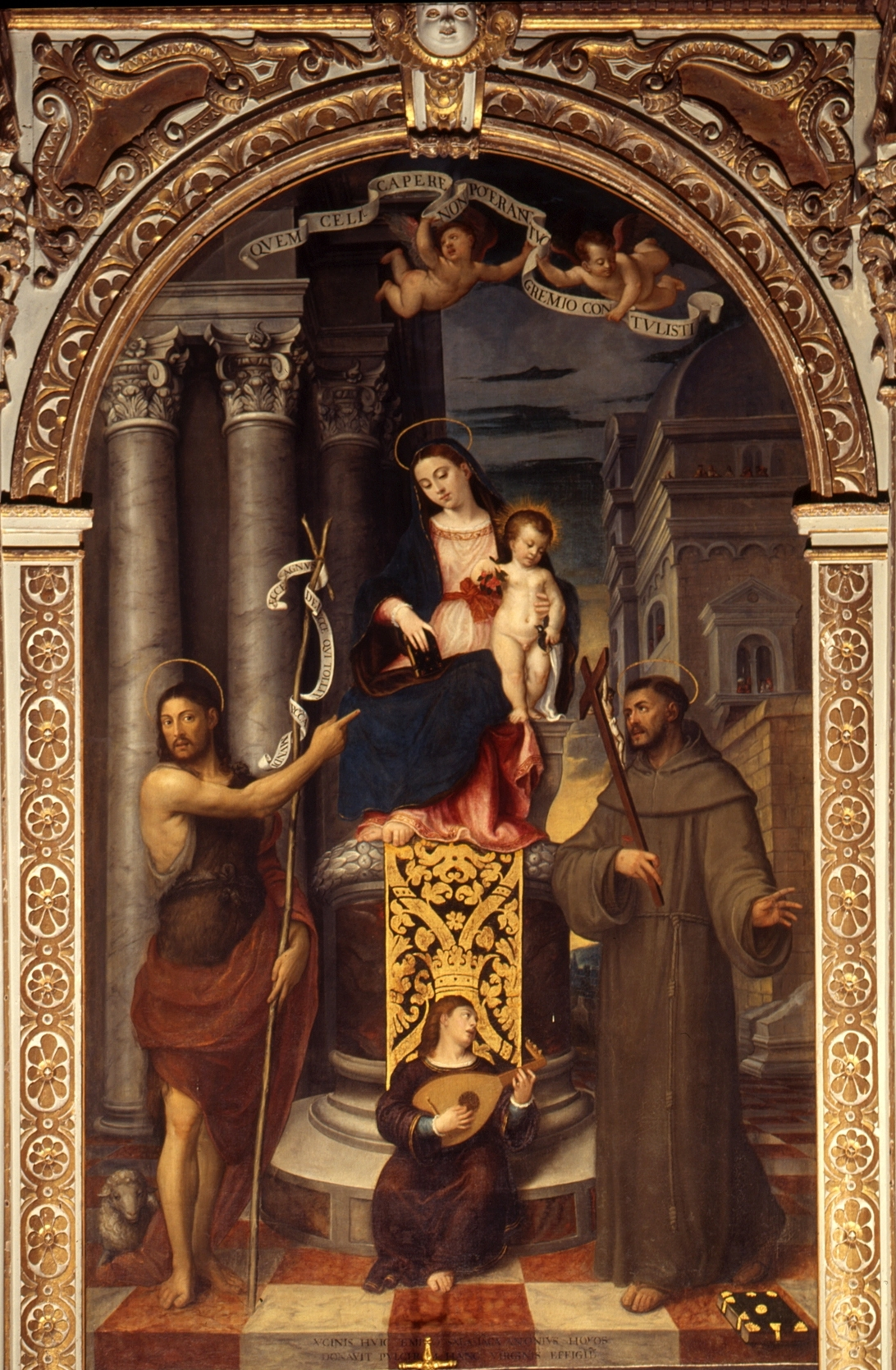
Tronująca Madonna ze świętymi (1504)

Francesco Beccaruzzi (ur. 1492 w Conegliano, zm. w 1563 w Treviso) – włoski malarz okresu renesansu.
Niewiele wiadomo o jego życiu. Był uczniem Cima da Conegliano i Il Pordenone. Od 1519 notowany był w Treviso. Prawdopodobnie przez dłuższy czas przebywał w Wenecji. Malował portrety i obrazy religijne. Tworzył pod wpływom Tycjana i  Parisa Bordone, a w późniejszym okresie – Paola Veronesego.

## Wybrane dzieła
- Gracz w piłkę ze swoim giermkiem –  103 × 117 cm, Gemäldegalerie, Berlin
- Portret kobiety –  Museo Civico, Belluno
- Portret mężczyzny –  ok. 1550, 108 × 92 cm, Galeria Uffizi, Florencja
- Portret młodej kobiety –  ok. 1545, 97 × 76 cm, Accademia Carrara, Bergamo
- Św. Franciszek –  1545, Ca’ Rezzonico, Wenecja
- Św. Franciszek otrzymujący stygmaty –  1545, Katedra, Conegliano
- Tronująca Madonna ze świętymi Janem Chrzcicielem i Franciszkiem –  1504, Santa Maria delle Grazie, Conegliano
- Wniebowzięcie Marii –  Kościół parafialny, Valdobbiadene